# 藤村女子中学校・高等学校
藤村女子中学・高等学校（ふじむらじょしちゅうがく・こうとうがっこう）は、東京都武蔵野市吉祥寺本町二丁目にある私立の女子中学校・高等学校。

## 概要
学校では、学校法人藤村学園が運営する東京女子体育大学などの姉妹校として設立。体操系で数多くの選手を送り出している。
また、競泳・水球および囲碁の名門校としても知られている。

## 設置学科
- 普通科
  - 特選コース
  - S特コース
  - 特進コース
  - 進学コース
  - 総合コース
  - スポーツ特進コース
  - スポーツコース

## 沿革
- 1932年（昭和7年）- 東京女子体操音楽学校（現 東京女子体育大学）付属井之頭学園女学部として開校[1]
- 1933年（昭和8年）4月15日 - 井之頭学園高等女学校として認可を受ける[2]
- 1938年（昭和13年）9月1日 - 藤村高等女学校に改称[3]
- 1947年（昭和22年）- 学制改革により新制中学校の藤村女子中学校を併設[1]
- 1948年（昭和23年）- 学制改革により藤村高等女学校が新制高等学校の藤村女子高等学校に移行する[1]

## 交通
- JR中央線・京王井の頭線吉祥寺駅から徒歩5分

## 制服
- 冬服
  - 中学：イートンジャケット※
  - 高校：ブレザー
- 夏服
  - 中学：ブラウス
  - 高校：ブラウス

※セーラー型ブラウスに重着。また中高とも、スラックスのオプションあり。

## 部活動
水泳部がインターハイで総合優勝を達成している。

## 著名な出身者

### 体操
- 川本ゆかり - 元新体操選手
- 信田美帆 - 元体操選手、元タレント
- 山尾朱子 - 元新体操選手
- 小菅麻里 - 元体操選手
- 大川真澄 - 元体操選手
- 溝口絵里加 - 元体操選手
- 大島杏子 - 体操選手（朝日生命体操クラブ）
- 石坂真奈美 - 体操選手
- 鶴見虹子 - 体操選手・世界選手権大会銀メダリスト ※中学校のみ
- 上村美揮 - 体操選手
- 三浦華子 - 体操選手
- 美濃部ゆう - 体操選手
- 山本さとみ - 体操選手
- 杉原愛子 - 体操選手

### 柔道
- 松本薫 - 柔道家 ※高校2年時に金沢学院東高校に転校
- 山岸絵美 - 柔道家（三井住友海上）
- 玉置桃 - 柔道家　(三井住友海上)
- 浅香夕海 - 柔道家
- 五味奈津実 - 柔道家
- 佐藤みずほ - 柔道家

### テニス
- 佐伯美穂 - プロテニス選手
- 新井麻葵 - プロテニス選手
- 瀬間詠里花 - プロテニス選手 ※中学校のみ

### その他スポーツ
- 藤丸真世 - 元シンクロナイズドスイミング選手・アテネ五輪銀メダリスト
- 石川恭子 - ソフトボール選手（日本代表キャプテン）

### 芸能
- 内田有紀 - 女優 ※高校2年時に中退
- 優香 - タレント ※日出女子学園高校に転校
- しゅはまはるみ - 女優 ※中学時に他校に転校
- 中村果生莉 - 女優
- ひし美ゆり子 - 女優
- 山下結穂 - 女優
- 寺田路恵 - 女優
- 泉ちどり - 演歌歌手
- 斉藤こず恵 - 女優・声優

### 囲碁
- 新垣未希 - 囲碁インストラクター
- 新垣望 - 囲碁インストラクター
- 稲葉禄子 - 囲碁インストラクター

### その他
- スワーダ・アル・ムダファーラ（森田美保子） - 教育者